# Aliteración

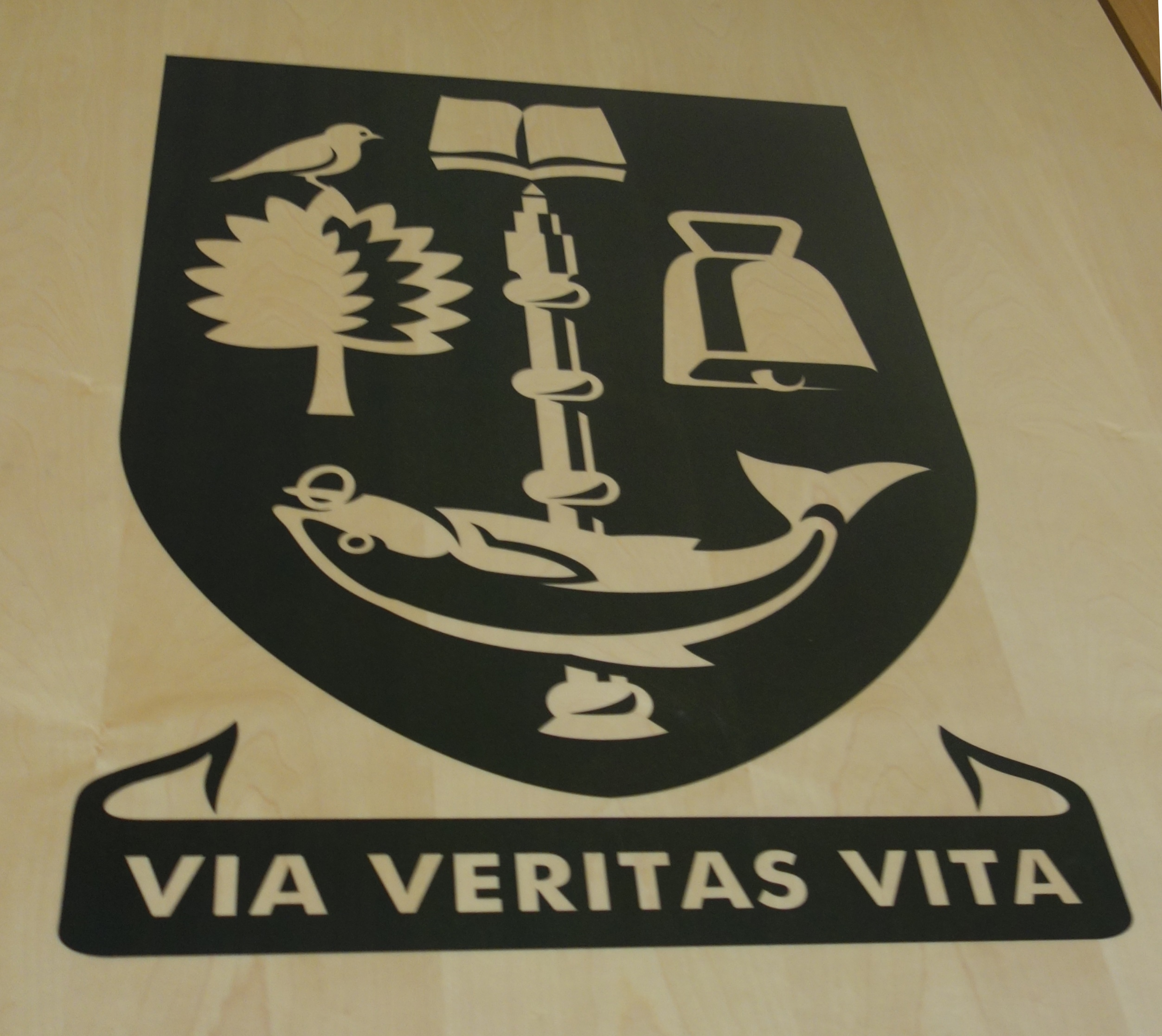
Via Veritas Vita (lat. "El camino de la verdad y la vida"). Lema y escudo de la Universidad de Glasgow

Aliteración es la reiteración o repetición de sonidos (fonemas) semejantes en un texto o fragmento literario. Esta figura literaria o de dicción busca el efecto sonoro y la expresividad. Cuando un sonido ocurre en un texto con mayor frecuencia que en la lengua habitual, el lenguaje llama la atención sobre sí mismo: esta función autotélica del lenguaje es, para los teóricos estructuralistas, una de las características del lenguaje literario.
La aliteración no está sometida a normas métricas, de ahí que algunos teóricos de la lengua española la consideren 'elemento rítmico en la versificación', sino simple recurso estilístico. En las lenguas tonales funciona como repetición de un sonido al menos dos veces en un verso de arte menor, o al menos tres veces en un verso de arte mayor.
Un caso particular de aliteración es el parhomoeon, definido por Isidoro de Sevilla como multitudo verborum ex una littera inchoantium, esto es, un grupo de palabras que comienzan por la misma letra. 
El ejemplo favorito de los retóricos clásicos y medievales, citado en la Retórica a Herenio, corresponde al verso del poeta latino Quinto Ennio fijado a la rima de la letra "t":
- O Tite tute Tati tibi tanta tyranne tulisti.
- traducible: «¡Oh Tito Tacio, tirano, tú mismo te produjiste tan terribles desgracias!»).[6]

El verso se puede traducir aún más literalmente fijandose en la totalidad de las consonantes "r":
- «¡Oh Tito Tacio, tirano, tú mismo te atraiste tantas atrocidades terribles!». Una comparación con la estereotipada traducción italiana revela el mismo número de letras "t" resaltables entre italiano y español, en razón de la total comunión etimológica de cada palabra en ambos idiomas:
- «¡O Tito Tazio, tiranno, tu stesso ti attirasti atrocità tanto tremende!!»;

## Ejemplos en español
- «También le contó que los beduinos provenían, algunos, de ciertos oasis poblados y otros, de ciertos desiertos desiertos» (introducción de Medio oriental, de Les Luthiers; se debe tener en cuenta el seseo).
- «Un no sé qué que quedan balbuceando» (Cántico espiritual, de san Juan de la Cruz).
- «A las aladas almas de las rosas...» (Miguel Hernández).
- «bajo el ala aleve del leve abanico» (Rubén Darío).[7]
- «Mi mamá me mima» (popular).
- «Irrumpes al ras del cielo raso con tus roncos ronquidos idos en -Re musical. Te agarro rampante, y reafirmo en lo raro que resulta rasgar tus ropas, rasgar tus ropas como rapaz. Y más reclamas. Te vuelves rojo tierral cuando ruegas rabiosa por mi rabia...» (Efe Rosario).[8]
- «Tres tristes tigres tragaban trigo en un trigal» (trabalenguas popular).
- «Verme morir entre memorias...» (Garcilaso de la Vega).[9]
- «Sola en la soledad del solitario Sur del Océano» (El fugitivo, Canto general, de Pablo Neruda; se debe tener en cuenta el seseo).
- «Cultivarán las flores, de todos los colores, la lívida lavanda, la caléndula y el lívido alelí» (Aria Agraria, de Les Luthiers).
- «Miles de mujeres mejores ya te encontrarás» (La tengo que olvidar, de Jambao).
- «Pero los que poseen la gracia, organizan rondas de hojas ligeras, de ramas, de retoños, en torno a su propio tronco estremecido. Y es todo un ritmo el que se crea en las frondas; ritmo ascendente e inquieto, con encrespamientos y retornos de ola» (Los pasos perdidos, de Alejo Carpentier).[10]

## Ejemplos en inglés
- “And the silken sad uncertain rustling of each purple curtain”  (Edgar Allan Poe, The Raven)

- “Come…dragging the lazy languid line along” (James Thompson)

- “Softer be they than slippered sleep the lean lithe deer the fleet flown deer” (E. E. Cummings, All in Green Went My Love Riding)

## La aliteración en la poesía germánica
La aliteración constituye el recurso fundamental (el único que puede acuñar verso) en la poesía escáldica, donde el verso debe tener al menos tres palabras que empiecen por el mismo sonido. Si bien se acepta que la aliteración es un "embellecimiento" en la prosa y la poesía, el verso aliterativo fue un principio de estructura formal en la antigua poesía germánica, como comenta Jorge Luis Borges glosando las kenningar:
"En las historias de la literatura se lee que el verso germánico medieval constaba de dos hemistiquios: en el primero dos palabras aliteraban, es decir, empezaban con el mismo sonido; en el último, una palabra aliteraba con las dos anteriores. Esa estructura rigurosa no siempre corresponde a la realidad. Líneas como Ofer brade brimu Brytene sohtan (sobre el ancho mar buscaron a los Britanos), de la Oda de Brunanburh, donde el grupo consonántico br ocurre tres veces, son relativamente raras."
Ecos de este recurso han permanecido en la persistencia de la aliteración en la poesía moderna alemana, como puede verse en los textos de numerosos lieder: es el caso de Der Nussbaum ("El nogal"), del poeta nacionalista alemán Julius Mosen (1803-1867):
Es grünet ein Nussbaum vor dem Haus,
luftig, duftig,
breitet er blättrig die Äste aus.

## Aliteración vs. rima inicial
Cabe distinguir la aliteración propiamente dicha, que se refiere a la grafía, de la rima inicial, que incluye las realizaciones de un mismo fonema representado por diferentes grafías. Así, casa y cesta forman aliteración a pesar de que la letra c no represente el mismo sonido en ambas palabras. Del mismo modo, de acuerdo a la pronunciación y la ortografía normativas del castellano actual, barro y vena no presentan aliteración, pero sí rima inicial, al representar b y v el mismo sonido (oclusiva bilabial sonora).
Esto es pertinente en el caso de la poesía germánica antigua, dirigida sobre todo a auditorios poco o nada letrados, y que básicamente no se leía, sino que se declamaba o cantaba acompañada por algún instrumento. No obstante se consideraba que la thorn (sorda) y la eth (sonora) formaban aliteración: de hecho, en un mismo poema anglosajón podía aparecer la misma palabra con alternancia de ambas letras, incluso en el mismo pasaje.